# 恐狒屬
恐狒屬（學名：Dinopithecus，意思為「恐怖的猿猴」）是已滅絕的大型狒狒，生存於上新世至更新世的南非，是由蘇格蘭古生物學家Robert Broom於1937進行發表與命名。恐狒屬下目前已知的物種為Dinopithecus ingens，而原屬於恐狒屬的D. quadratirostris則重新被分配至Soromandrillus屬之下。恐狒屬的化石多發現於南非地層年代為更新世早期的洞穴化石遺址之中，包括Skurweberg、斯瓦特克朗及史德克方頓洞穴。

## 描述
恐狒的體型大約為現存狒狒的兩倍大，由臼齒化石大小來推斷，成年雄性體重可達46（101磅）而雌性可達29（64磅），這樣大的體型在狒狒之中是很罕見的，只有獅尾狒屬中同樣已滅絕的Theropithecus brumpti與Theropithecus oswaldi體型可與恐狒比擬。恐狒的顱骨與現存狒狒相近，但是口鼻與下顎側面缺乏凹陷處且口鼻部上方不具有嵴，不過恐狒有時依然會被認為是狒狒屬下的一個亞屬。

## 古生態學
現存大部分的狒狒族均為雜食動物，食物包括容易消化的植物部位（例如水果）、昆蟲與其他無脊椎動物、以及小型脊椎動物。一項針對恐狒牙釉質所進行的碳同位素分析顯示，牠們食用水果的比例遠超過於同時期生存於南非的其他靈長目物種，而食草的比例則是其中最低的。而由恐狒臼齒微磨損的形式則推斷牠們與現存的草原狒狒同樣有多樣化的食性。一項針對恐狒臼齒的演化形式同樣也證明牠們食物中有很高比例為水果，而樹葉所佔的比例則很低。
由於目前僅有發現恐狒的顱骨與牙齒化石，因此無法知道牠們移動的方法與形式。然而，作為十分大型的狒狒族，可以推斷牠們可能多半棲息於地面，並以四足行走居多。